# Leicester Lions

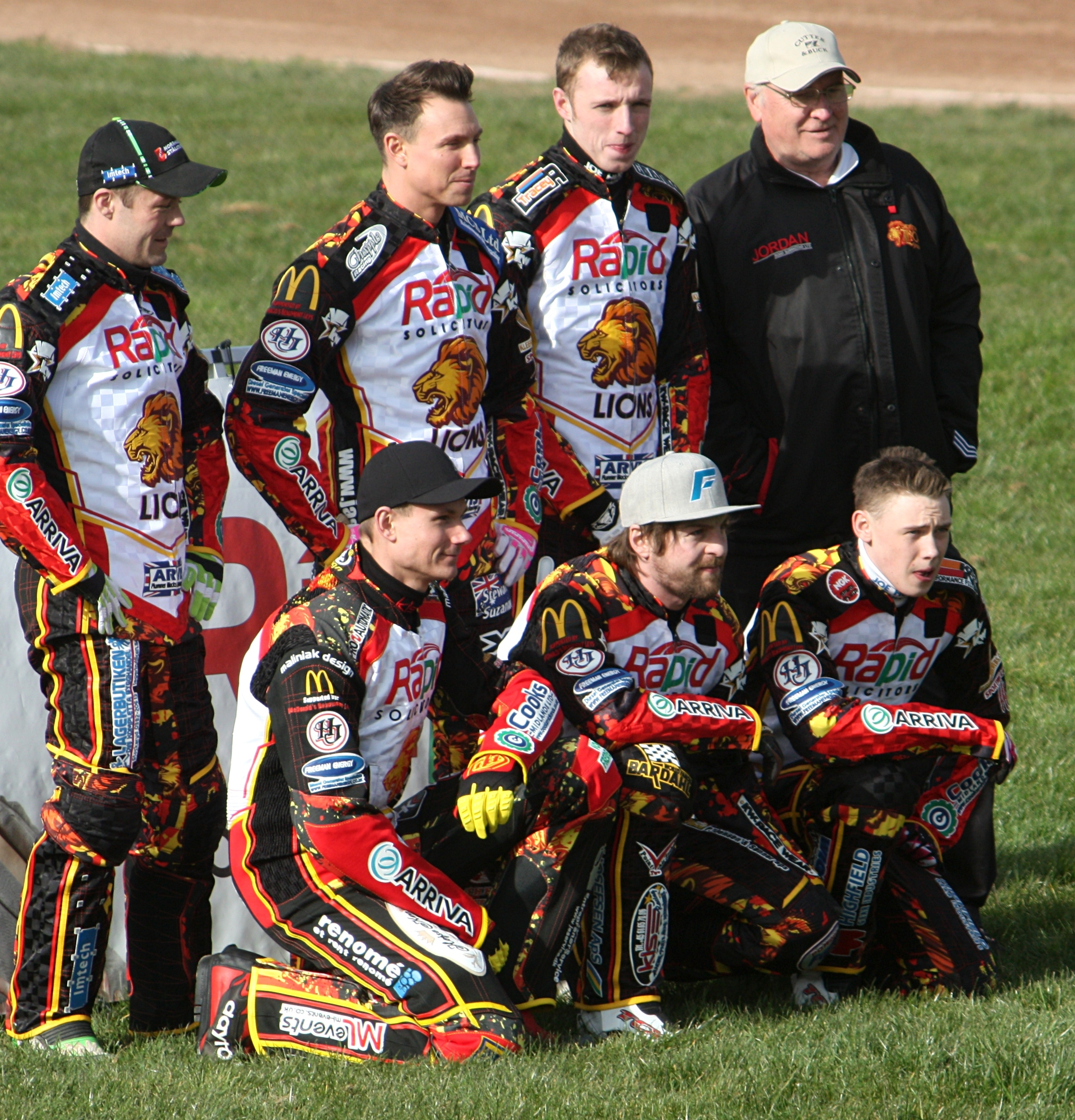
Leicester Lions w sezonie 2014

Leicester Lions – brytyjski klub żużlowy z Leicesteru. Drużynowy wicemistrz Wielkiej Brytanii z sezonu 1971.
Na przestrzeni lat barw drużyny bronili m.in. Les Collins, Neil Collins, Finn Rune Jensen, Dave Jessup, Gordon Kennett, Anders Michanek i Jason Doyle. Polscy żużlowcy startujący w barwach Leicester: Krzysztof Buczkowski, Andrzej Huszcza, Stefan Kwoczała, Bolesław Proch, Jerzy Rembas, Grzegorz Szczepanik, Grzegorz Walasek, Paweł Waloszek i Szymon Woźniak.

## Kadra drużyny
Stan na 13 lutego 2023
- Jake Allen
- Max Fricke
- Chris Harris
- Richard Lawson
- Nick Morris
- Justin Sedgmen
- Dan Thompson (Rising Star)